# Nyearctia leucoptera
Nyearctia leucoptera är en fjärilsart som beskrevs av George Francis Hampson 1920. Nyearctia leucoptera ingår i släktet Nyearctia och familjen björnspinnare. Inga underarter finns listade i Catalogue of Life.